# Arcola (Misuri)
Arcola es una villa ubicada en el condado de Dade en el estado estadounidense de Misuri. En el Censo de 2010 tenía una población de 55 habitantes y una densidad poblacional de 71,74 personas por km².

## Geografía
Arcola se encuentra ubicada en las coordenadas 37°32′57″N 93°52′34″O / 37.54917, -93.87611. Según la Oficina del Censo de los Estados Unidos, Arcola tiene una superficie total de 0.77 km², de la cual 0.77 km² corresponden a tierra firme y (0%) 0 km² es agua.

## Demografía
Según el censo de 2010, había 55 personas residiendo en Arcola. La densidad de población era de 71,74 hab./km². De los 55 habitantes, Arcola estaba compuesto por el 100% blancos, el 0% eran afroamericanos, el 0% eran amerindios, el 0% eran asiáticos, el 0% eran isleños del Pacífico, el 0% eran de otras razas y el 0% pertenecían a dos o más razas. Del total de la población el 1.82% eran hispanos o latinos de cualquier raza.